# 街頭霸王 (虛擬樂團)
街頭霸王是一支虛擬樂團，由四個虛擬動畫角色組成，分別是：阿、小麵、洛胖、魔頭（Murdoc Niccals）。
樂團是由英國布勒樂團（Blur）主唱—戴蒙·亞邦和漫畫家吉米·何力特共同創造。他們的風格都是十分「另類」，但是也受到其他方面大量的影響。
與其他成功的虛擬樂團不同，他們的歌曲並不是針對特定風格的詼諧調侃（例如：電影《風載歌行》和《搖滾萬萬歲》中的虛擬樂團），也不是針對兒童市場所設計（例如亞騎士（The Archies）樂團），大多數的歌迷都是被街頭霸王的音樂吸引，更勝於他們對於那些卡通人物的支持。
街頭霸王在2001年發行的首張專輯—《街頭霸王》（Gorillaz）締造銷售量超過300萬張的佳績，並且還因此獲得了金氏世界紀錄中「最成功的虛擬樂團」的稱號。他們的第二張專輯《惡靈古堡》（Demon Day）在美國銷售量達到雙白金唱片，英國更達到三白金唱片。他們也在2005年的葛萊美獎中入圍了5項，最後贏得「最佳流行重唱組合」大獎。

## 歷史

### 組成
街頭霸王的幕後人物—戴蒙·亞邦和吉米·何力特在1998年4月開始合作。 他們起初使用作為團體名稱，第一首錄製的歌曲是（1998年），並作為B面單曲收錄在他們的單曲和B面精選。

### 第一階段：街頭霸王之驚爆內幕
樂團的第一張發行作品是2000年的EP《Tomorrow Comes Today》。這張EP在英國的地下音樂圈中獲得極大好評，並且在地下樂迷的口耳相傳下累積起知名度，有非常多的樂迷都在猜測藏在樂團幕後的人物是誰，還有他們接下來還會有什麼活動計畫。
樂團的官方網站www.gorillaz.com （页面存档备份，存于）是的虛擬入口，是樂團的虛構工作室和基地。在工作室中，造訪者可以參觀每位成員的臥室、他們的錄音室，甚至是走道和廁所。每個房間也都有額外的驚喜和可以玩的遊戲，例如在大廳中有一台混音機，自助餐廳的牆上掛了一個留言板；還有僅能透過他們的專輯進入的網站—「Murdoc's Winnebago （页面存档备份，存于）」，在這個網站裡有一個團員阿D（2D）的巫毒人偶。每個成員也都有一台個人電腦，電腦裡包含有圖片、在許多街頭霸王歌曲中都會使用的音樂樣本、他們最喜歡的網站和電子郵件收件匣。由於這個官方網站非常特殊，因此一般標準官方網站會有的資訊：新聞、音樂作品、演出時刻表...等，都被放在官方歌迷網站fans.gorillaz.com中。
他們的第一張單曲在2001年3月5日發行，這張單曲也將街頭霸王推向全世界的注目焦點。也因此樂團虛構成員的Hotmail電子郵件信箱被放棄使用（隨後不久就被駭客入侵），而網站上的收件匣部份也不再更新。同月稍晚，他們的首張完整錄音室專輯《街頭霸王同名專輯》發行，包含之前的四首單曲。
這四支單曲的音樂錄影帶中都有幽默且荒唐的故事和影像，但是只有和成功打進美國的音樂市場。的混音版本在電視廣告和藝電公司的足球電玩遊戲中出現後開始流行。隨後也被MTV的許多節目使用。的音樂錄影帶在美國僅於卡通頻道「Toonami」的特別節目中播放過一次，特別節目是專門播放Daft Punk、Kenna和街頭霸王的動畫音樂錄影帶。
大約在這個時期，電視台推出一個半小時的「假紀錄片」節目。這個節目是Channel 4的記者試圖要追蹤亞邦和何力特被送到精神病院後的事情。這個特別節目也訪問了「七小龍」（S Club 7）的成員和在假紀錄片中飾演一些角色的樂團成員。
2001年末他們與饒舌團體「D12」（不含阿姆）和l合作了一首關於911恐怖攻擊事件的歌曲—《911》。同時他們從前三張單曲中選出的B面歌曲（非主打歌曲）精選輯在日本率先推出，隨後也在2002年初在全球發行。之後他們也在2002年全英音樂獎進行完整演出，表演中使用四面大型螢幕播放四位團員的3D動畫演出，並且加上Phi Life Cypher的饒舌助陣。最後，混音專輯《召喚萊卡領袖》（Laika Come Home）在2002年6月發行，由「太空猴子」（Spacemonkeyz）進行重新製作。

## 樂團成員

### 實際成員
- 戴蒙·亞邦（Damon Albarn）- 主唱、鍵盤手、吉他手、貝斯手、鼓手、打擊樂手、口風琴手。（1998–現在）
- 吉米·何力特（Jamie Hewlett）- 插畫、VJing、特效。（1998–現在）

### 虛擬卡通成員
- 魔頭（Murdoc Alphonse Niccals, 後改名為Murdoc Faust Niccals）- 團長兼貝斯手，1966年6月6日出生於英國。（1998–現在）
- 阿D（英语：2-D (character)） （Stuart Harold "2-D" Pot ）- 主唱，1977年5月23日出生於英國。（1998–現在）
- 洛胖（Russel Hobbs） - 鼓手，1975年6月3日出生於紐約市。（1998–2006，2012-現在）
- 小麵（Noodle） - 吉他手、背景主唱，生日為1990年10月31日，來自日本大阪市。（1998–2006，2010-現在）

### 前虛擬卡通成員
- 寶拉·克拉克（Paula Cracker）- 吉他手。（1998）
- 德爾（Del Tha Ghost Rapper）-饒舌歌手。（1998–2003）
- 改造人小麵（Cyborg Noodle）- 吉他手、鍵盤手。（2009–2010）
- 王牌（Ace） - 低音，來自飛天小女警的角色。（2018）

### 現任現場成員
- 麥克·史密斯（英语：Mike Smith (saxophonist)）（Mike Smith）- 鍵盤手、背景和聲。（1998–現在）
- 傑夫·沃特頓（Jeff Wootton）- 主音吉他手。（2010–現在）
- 賽亞·阿德萊卡恩（Seye Adelekan）- 貝斯手、背景和聲。（2017–現在）
- 傑西·哈克特（Jesse Hackett）- 鍵盤手。（2010–現在）
- 加布里埃爾·華萊士（Gabriel Wallace）- 鼓手、打擊樂手。（2010–現在）
- 卡爾·范登·博斯（Karl Vanden Bossche）- 鼓手、打擊樂手。（2005–2006，2017–現在）

### 前現場成員
- 西蒙·卡茨（Simon Katz）- 主音吉他手。（1998–2002）
- 朱尼爾·丹（Junior Dan）- 貝斯手。（1998–2002）
- 威廉·里昂內爾（William Lyonell）- 節奏吉他手。（1998–2002）
- 卡斯·布朗（Cass Browne）- 鼓手、打擊樂手。（1998–2010）
- 羅伯托·奧克西金蒂（Roberto Occhipinti）- 貝斯手。（2002）
- 賽門·瓊斯（英语：Simon Jones (musician)）（Simon Jones）- 節奏吉他手。（2005–2006）
- 摩根·尼科爾斯（Morgan Nicholls）- 貝斯手。（2005–2006）
- 西蒙·湯（Simon Tong）- 主音吉他手。（2005–2010）
- 米克·瓊斯（Mick Jones）- 節奏吉他手，來自衝擊合唱團的支援樂手。（2010）
- 保羅·西蒙儂（Paul Simonon）- 貝斯手，來自衝擊合唱團的支援樂手。（2010）

## 作品

### 專輯
街頭霸王同名專輯
Gorillaz
2001年3月26日
首張錄音室專輯
#3（英國）、#14（美國）、#3（德國）
G-Sides
G-Sides
2002年3月11日
B面精選輯
#（日本）、#65（英國）、#84（美國）
召喚萊卡領袖
Laika Come Home
2002年7月1日
同名專輯重新混音作品
#156（美國）
惡靈古堡
Demon Days
2005年5月23日
第二張錄音室專輯
#1（英國）、#6（美國）、#2（澳洲）、#2（德國）、#1（台灣）
天涯海膠
Plastic Beach
2010年3月3日
第三張錄音室專輯
秋遊記
The Fall
2010年12月25日
首張iPad製作專輯
十年街霸：單曲精選The Singles 2001-2011
The Singles Collection 2001-2011 
2011年12月2日
首張精選大碟
#（日本）、#（英國）、#（美國）
超能人類
Humanz
2017年4月28日
第五張錄音室專輯
及時行樂
The Now Now
2018年6月9日
第六張錄音室專輯
音樂機:第一季
Song Machine, Season One: Strange Timez
2020年10月23日
第七張錄音室專輯

迷幻島嶼
Cracker Island
2023年2月24日
第八張錄音室專輯

### EP
| 專輯名稱 | 發行日期 |                        |                |
| -------- | -------- | ---------------------- | -------------- |
| 專輯名稱 | 發行日期 | "Tomorrow Comes Today" | 2000年11月27日 |

### 單曲
| 名稱                                         | 發行日期       | 專輯                            | 排行榜名次 | 排行榜名次 | 排行榜名次 | 排行榜名次 | 排行榜名次 |
| 名稱                                         | 發行日期       | 專輯                            | 英國單曲榜 | 美國告示牌 | 現代搖滾榜 | 澳洲       | 德國       |
| -------------------------------------------- | -------------- | ------------------------------- | ---------- | ---------- | ---------- | ---------- | ---------- |
| "Clint Eastwood"                             | 2001年3月5日   | 同名專輯（Gorillaz）            | 4          | 57         | 3          | 17         | 2          |
| "19-2000"                                    | 2001年6月25日  | 同名專輯（Gorillaz）            | 6          | -          | 23         | 39         | 29         |
| "Rock the House"                             | 2001年10月22日 | 同名專輯（Gorillaz）            | 18         | -          | -          | -          | 90         |
| "911"（With D12, feat. Terry Hall）          | 2001年12月7日  | -                               | -          | -          | -          | -          | -          |
| "Tomorrow Comes Today"                       | 2002年2月25日  | 同名專輯（Gorillaz）            | 33         | -          | -          | -          | -          |
| "Lil' Dub Chefin'"                           | 2002年7月22日  | 召喚萊卡領袖（Laika Come Home） | 73         | -          | -          | -          | -          |
| "Feel Good Inc." (feat. De La Soul)          | 2005年5月9日   | 惡靈古堡（Demon Days）          | 2          | 14         | 1          | 3          | 8          |
| "DARE" (feat. Shaun Ryder)                   | 2005年8月29日  | 惡靈古堡（Demon Days）          | 1          | 87         | 8          | 11         | 37         |
| "Dirty Harry" (feat. Bootie Brown)           | 2005年11月21日 | 惡靈古堡（Demon Days）          | 6          | -          | -          | 15         | 77         |
| "Kids With Guns" / "El Mañana"               | 2006年4月10日  | 惡靈古堡（Demon Days）          | 27         | -          | -          | 31         | 97         |
| "Stylo" (featuring Bobby Womack and Mos Def) | 2010年1月26日  | 天涯海膠（Plastic Beach）       | -          | -          | 39         | -          | -          |
| "Doncamatic" (featuring Delay)               | 2010年11月26日 | -                               | -          | -          | -          | -          | -          |

### DVD
| 名稱                                                 | 發行日期       | 內容                                       |
| ---------------------------------------------------- | -------------- | ------------------------------------------ |
| Phase One: Celebrity Take Down（街頭霸王之驚爆內幕） | 2002年11月18日 | 同名專輯的音樂錄影帶、短片，以及其他影片。 |
| Demon Days Live（惡靈古堡 現場LIVE）                 | 2006年3月27日  | 2005年11月的現場演出。                     |
| Phase Two: Slowboat to Hades                         | 2006年10月30日 | 惡靈古堡的音樂錄影帶、短片，以及其他影片。 |
| Bananaz                                              | 2009年2月8日   | 樂團的紀錄片。                             |

## 外部連結
- （英文）官方网站 （页面存档备份，存于）
- （英文）Reject False Icons （页面存档备份，存于）（官方網站）
- （英文）MySpace.com/Gorillaz （页面存档备份，存于）（官方My Space資料檔案）
- （英文）Fans.Gorillaz.com（官方歌迷網站）